# Calomyscus grandis
Calomyscus grandis is een zoogdier uit de familie van de muishamsters (Calomyscidae). De wetenschappelijke naam van de soort werd voor het eerst geldig gepubliceerd door Schlitter & Setzer in 1973.